# 科布伦茨 (梅克伦堡-前波美拉尼亚州)
科布伦茨（德語：Koblentz）是德国梅克伦堡-前波美拉尼亚州的一个市镇，隶属于前波美拉尼亚-格赖夫斯瓦尔德县。总面积为22.99平方千米，截至2020年总人口为211人。